# Callogobius
Callogobius is een geslacht van straalvinnige vissen uit de familie van grondels (Gobiidae). Het geslacht is voor het eerst wetenschappelijk beschreven in 1874 door Bleeker.

## Soorten
- Callogobius amikami Goren, Miroz & Baranes, 1991
- Callogobius andamanensis Menon & Chatterjee, 1974
- Callogobius bauchotae Goren, 1979
- Callogobius bifasciatus Smith, 1958
- Callogobius centrolepis Weber, 1909
- Callogobius clitellus McKinney & Lachner, 1978
- Callogobius crassus McKinney & Lachner, 1984
- Callogobius depressus Ramsay & Ogilby, 1886
- Callogobius dori Goren, 1980
- Callogobius flavobrunneus Smith, 1958
- Callogobius hasseltii Bleeker, 1851
- Callogobius hastatus McKinney & Lachner, 1978
- Callogobius liolepis Koumans, 1931
- Callogobius maculipinnis Fowler, 1918
- Callogobius mucosus Günther, 1872
- Callogobius nigromarginatus Chen & Shao, 2000
- Callogobius okinawae Snyder, 1908
- Callogobius plumatus Smith, 1959
- Callogobius producta Herre, 1927
- Callogobius sclateri Steindachner, 1879
- Callogobius seshaiyai Jacob & Rangarajan, 1960
- Callogobius sheni Chen, Chen & Fang, 2006
- Callogobius snelliusi Koumans, 1953
- Callogobius stellatus McKinney & Lachner, 1978
- Callogobius tanegasimae Snyder, 1908